# Pseudicius gunbar
Pseudicius gunbar är en spindelart som först beskrevs av Zabka, Gray 2002.  Pseudicius gunbar ingår i släktet Pseudicius och familjen hoppspindlar. Inga underarter finns listade i Catalogue of Life.